# Enigma (2001)
Enigma is een Amerikaanse speelfilm uit 2001 onder regie van Michael Apted met in de hoofdrollen Kate Winslet en Dougray Scott
Het scenario van de film is gebaseerd op het gelijknamige boek uit 1995 van Robert Harris. Het verhaal speelt zich af tijdens de Tweede Wereldoorlog in maart 1943 in Bletchley Park (Verenigd Koninkrijk) en maakt gebruik van een aantal waargebeurde feiten, zoals het Bloedbad van Katyn en het kraken van de Enigma-machines van het Duitse leger.
Enigma was een bescheiden succes in de bioscopen en bracht $ 4.298.329 op in de Verenigde Staten en £ 4.647.791 in het Verenigd Koninkrijk.

## Verhaal
Verenigd Koninkrijk, maart 1943, de Tweede Wereldoorlog is op het hoogtepunt. Hoewel het Duitse leger in Rusland terrein verliest, kan Hitler de oorlog nog altijd winnen. Zijn U-boten bedreigen de konvooien die voedsel, soldaten en wapens naar Verenigd Koninkrijk brengen. Als de Kriegsmarine er in slaagt het Verenigd Koninkrijk te isoleren door de Britse en Amerikaanse koopvaardijvloot uit te schakelen. zal het land de oorlog verliezen.
In Bletchley Park zijn coderingsexperts koortsachtig bezig met het breken van de codes die de Duitse marine en leger gebruikt voor hun Enigma coderingsmachine. De Duitse coderingsmachines werken met rotors die boodschappen kunnen omzetten in een ontelbaar aantal codes. De Duitsers beschouwen Enigma als onbreekbaar, maar de Britten hebben al verscheidene codes kunnen breken. De Duitsers zijn na enige opvallende Britse successen op U-boten echter wantrouwig geworden en zijn overgegaan op radiostilte. Hierdoor krijgen de codebrekers niet voldoende materiaal binnen om de nieuwe codes te kraken. Die codes worden door de Britten "Shark" (haai) genoemd.
Cryptoanalist Tom Jericho keert terug uit Cambridge om te helpen met het kraken van de code. Zes maanden daarvoor had hij Bletchley Park verlaten na een zenuwinzinking, nadat hij overwerkt was geraakt en ook zijn liefdesaffaire met Claire Romilly mislukte. Jericho zoekt Claire onmiddellijk op. Ze is ook betrokken bij Bletchley Park en woont in de buurt. Als Jericho bij haar langs gaat, blijkt ze een aantal dagen eerder te zijn verdwenen. Haar kamergenote, Hester Wallace, helpt Tom Jericho met zijn zoektocht naar Claire. Al snel blijkt dat Claire diverse, nog niet ontcijferde, boodschappen achterover heeft gedrukt. Niet lang daarna wordt de zoektocht ook opgemerkt door Wigram, die blijkt te werken voor de contraspionage MI-5. Terwijl Wigram een kat-en-muisspelletje speelt met Jericho, ontdekt de laatste de sleutel tot het breken van Shark.
Als Jericho wat meer bewegingsvrijheid krijgt na zijn succes, gaat hij met Hester verder op zoek. Ze komen erachter dat de overheid geheime informatie over een massaslachting van Poolse officieren bij Katyn in de doofpot heeft gestopt. Het blijkt dat niet de Duitsers, maar de Russen verantwoordelijk waren voor de massamoord aan het begin van de oorlog. De Britten zijn bang dat de Amerikanen uit de oorlog zullen stappen, als ze horen van deze monsterlijke daad van hun bondgenoot Rusland. Het blijkt dat de Poolse cryptoanalist Jozef 'Puck' Pukowski, een collega van Jericho, woedend is over de massaslachting. Zijn eigen broer is bij Katyn doodgeschoten door de Russen en hij wil wraak. Jericho en Hester komen erachter dat Puck aan de Duitsers wil vertellen dat hun Enigmacodes zijn gebroken, maar Jericho komt te laat aan in Schotland aan om hem te achterhalen. Hij is gevlucht met een U-boot, maar Wigram, die Puck ook achterna heeft gezeten, laat te luchtmacht de U-boot bombarderen. Samen met Puck zinkt de vernielde U-boot naar de bodem van de zee.

## Rolverdeling
| Acteur                | Personage             |
| --------------------- | --------------------- |
| Dougray Scott         | Tom Jericho           |
| Kate Winslet          | Hester Wallace        |
| Saffron Burrows       | Claire Romilly        |
| Jeremy Northam        | Mr. Wigram            |
| Nikolaj Coster-Waldau | Jozef 'Puck' Pukowski |
| Tom Hollander         | Logie                 |
| Donald Sumpter        | Leveret               |
| Matthew Macfadyen     | Cave                  |
| Corin Redgrave        | Admiraal Trowbridge   |
| Nicholas Rowe         | Villiers              |
| Edward Hardwicke      | Heaviside             |

## Voorgeschiedenis

### Bletchley Park
De Britse Government Code and Cipher School in Bletchley Park was tijdens de Tweede Wereldoorlog een van de belangrijkste centra voor het ontcijferen van versleutelde berichten. Hier werden de codes van de Duitse Wehrmacht gebroken. Omdat de geallieerden nu in staat waren om alle uitgewisselde berichten tussen de Wehrmachtonderdelen te lezen, kon men de Duitsers vaak een stap voor zijn. De Duitsers gebruikten voor hun codering de zogenaamde Enigma. De Enigma is zowel een naam als een soortnaam van elektromechanische codeermachines van het type rotormachines. Hiermee kunnen berichten gecodeerd worden in andere lettercombinaties dan het origineel, die vervolgens weer terugvertaald kunnen worden. 'Enigma' is Grieks voor 'raadsel'. Het Enigmatoestel werd in de jaren twintig op de markt gebracht door Chiffriermaschinen AG en gebruikt door verscheidene Europese bedrijven, diplomatieke diensten en legers, maar werd vooral bekend als codeermachine van de Wehrmacht vóór en tijdens de Tweede Wereldoorlog in nazi-Duitsland. Het principe was bedacht door de Nederlander Hugo Alexander Koch

### Shark
De informatie, verkregen door ontcijfering van de geheime Duitse berichten, kreeg de codenaam "Ultra" en speelde een belangrijke rol bij diverse grote veldslagen van de Tweede Wereldoorlog. Met name tijdens de aanvallen van Duitse U-boten op geallieerde konvooien in de Atlantische Oceaan in 1943 was Ultra van levensbelang. Lange tijd domineerde de Kriegsmarine met zijn onderzeeboten de Oceaan en bedreigde de bevoorrading van het Verenigd Koninkrijk vanuit de Verenigde Staten. Aanvankelijk zaten de U-boten op hetzelfde communicatienetwerk als de oppervlakteschepen, maar de Duitsers kregen argwaan toen de geallieerden soms succesvol optraden tegen de duikboten. In februari 1942 kwam een nieuwe Enigma in de U-boten, de M-4 met nieuwe codesleutels. Deze nieuwe code, die de Britten 'Shark' (haai) noemden, was gebaseerd op vier Enigmarotoren en was praktisch onbreekbaar. Het kostte de codebrekers op Bletchley Park tien maanden om 'Shark' te breken. Van cruciaal belang was het enteren van de U-559 van Kapitänleutnant Hans Heidtmann door de Britse HMS Petard. Drie bemanningsleden van de Petard zwommen naar de zinkende U-boot om de codeboeken te bemachtigen

### U-571
In 2000 maakte regisseur Jonathan Mostow de film U-571, waarin een Amerikaanse onderzeeboot een Duitse U-boot onderschept en de Enigmamachine meeneemt. Het verhaal is overduidelijk gebaseerd op de waar gebeurde verovering van de Enigmacodeboeken door HMS Petard, maar het verhaal van de Amerikaanse bijdrage is volkomen fictief. De enige onderzeeboot met Enigma die de Amerikaanse marine onderschepte was de U-505 in juni 1944, een jaar na de oorlog op de Atlantische Oceaan. In het Verenigd Koninkrijk ontstond bij veteranen uit de Tweede Wereldoorlog, en ook bij veel Britse toeschouwers die de oorlog niet hadden meegemaakt, ongenoegen over de verdraaiing van de feiten. Het was alsof de Amerikanen zoveel jaar na de oorlog plotseling de eer kregen voor het breken van de Enigmacode. Het moest toch mogelijk zijn om de waarheid in beeld te brengen?

### Jagged Films
Een van de grote bewonderaars van de codebrekers van Bletchley Park is Mick Jagger, de voorman van de Britse rockgroep The Rolling Stones. Jagger bezat zelfs een originele Enigma uit de oorlog. In 1995 had Jagger, samen met Victoria Pearman, het filmproductiebedrijf Jagged Films opgericht. De rockzanger had in diverse films opgetreden en was niet altijd blij geweest met het resultaat. Hij wilde nu graag aan zijn eigen filmprojecten beginnen, waarbij hij het zelf voor het zeggen had. Een van de eerste projecten van Jagged Films was een film over de Enigma coderingsmachine. Het was financieel onmogelijk om een vergelijkbare film als U-571 te maken. Men koos daarom voor een minder spectaculaire aanpak, waarbij de kant van de codebrekers in beeld werd gebracht, met Enigma van Robert Harris als uitgangspunt

### Robert Harris
De voormalige tv-journalist Robert Harris schreef in de jaren tachtig een aantal non-fictieboeken over onder andere de Falklandoorlog, de fraude rond de zogenaamde dagboeken van Adolf Hitler en over chemische oorlogsvoering. In 1992 ging hij over op fictie en schreef de roman Fatherland over een alternatieve toekomst waarin Hitler de oorlog heeft gewonnen. Ironisch genoeg had Hitler de oorlog gewonnen op de Atlantische Oceaan, nadat zijn U-boten het Verenigd Koninkrijk hadden gebroken. In zijn tweede boek, Enigma (1995), was de U-bootstrijd op de Atlantische Oceaan weer het uitgangspunt, deze keer gekoppeld aan de race tegen de klok die de Britse codebrekers voeren om de Shark code van de Duitsers te breken.

Er was kritiek op het boek. Zo herkenden oud-medewerkers van Bletchley Park weinig van de sfeer, die er in werkelijkheid hing. Een ander belangrijk kritiekpunt was het feit dat een uitgerekend een Pool de verrader is. Er was wel een verrader in Bletchley Park, maar dat was een Brit die voor de Russen werkte. Enigma werd echter verfilmd, inclusief Poolse verrader, waarbij Enigma eigenlijk de geschiedenis net zo verdraaide als de Amerikanen met U-571

## Productie

### Locaties
De film werd opgenomen in Engeland, Schotland en Nederland. Aangezien de producenten van de film vonden dat het echte Bletchley Park weinig leek op hun eigen beeld van de coderingsschool, namen ze Chicheley Hall als vervangende locatie. De studio-opnamen werden gemaakt in de Elstree Film Studio's. Verder werd er gefilmd in of bij de Great Central Railway Loughborough en Tigh Beg Croft, Oban, Adelphi Building, John Adam Street, Strand, London, Amsterdam, Nederland, Argyll and Bute, Schotland, Devon, Engeland, Luton Hoo Estate, Luton, Bedfordshire, Tigh Beg Croft, Schotland, en Loch Feochan.

### Bijzonderheden
Producent Mick Jagger leende zijn eigen Enigma codeermachine uit aan de productie. Jagger heeft een cameo in de film als officier van de RAF tijdens een bal. Actrice Kate Winslet was zwanger tijdens de opnamen. De producenten zorgden ervoor dat alle opnames waarin haar zwangerschap nog niet opvalt het eerst werden gemaakt. Aan het einde van de film is het personage dat Winslet speelt ook zwanger en die opnamen werden het laatst gemaakt.

## Historie en fictie

### De verrader
Hoewel Enigma de geschiedenis minder verdraait dan U-571, is ook deze film niet zonder fouten. Net als het boek veronachtzaamt Enigma de bijdrage van de Poolse codebrekers, die al voor 1939 erin slaagden de Enigmacodes van de Wehrmacht te breken. Daarom is het voor de Polen helemaal zuur dat in de film juist een Pool de verrader van Bletchley Park is, maar vanuit het oogpunt van de plot is de keuze voor een Pool als verrader weer te verdedigen. De Poolse codebreker ontdekt via ontcijferde Enigmaberichten dat zijn broer bij de slachtoffers van Katyn is. Het blijft echter fictie. In werkelijkheid was de enige verrader van Bletchley Park een Brit, John Cairncross, het vijfde lid van de Cambridge Five. Tijdens zijn werk op Bletchley Park leverde Cairns informatie uit Enigmaberichten aan de Sovjet-Unie.

### Alan Turing
Het personage van Tom Jericho is gebaseerd op Alan Turing (1912-1954), een briljante wiskundige en bedacht een concept dat als voorloper van de moderne computers wordt gezien de turingmachine. Tijdens de Tweede Wereldoorlog werkte Turing op Bletchley Park aan de ontcijfering van de Enigmacodes. Hij was hoofd van Hut 8, belast met het breken van de Duitse Enigmacodes voor de marine. Hiervoor ontwikkelde hij een machine, de bombe, waarmee hij de instellingen van de Enigma-codeermachines kon vinden. Anders dan Jericho was Turing homoseksueel en excentriek. Zo droeg hij tijdens zijn fietstochten een gasmasker tegen hooikoorts, en ketende hij zijn koffiemok aan de radiatoren van de verwarming als hij zijn kantoor verliet. Hoewel Jericho wel refereert aan turingmachines en theorieën van Turing, lijkt hij niet echt op de wiskundige. Turing werd in 1952 gearresteerd op verdenking van homoseksuele handelingen (destijds strafbaar in het Verenigd Koninkrijk) en veroordeeld. In 1954 werd hij dood gevonden, overleden aan de gevolgen van vergiftiging met blauwzuur.

### Historische fouten
De film wordt gekenmerkt door een aantal historische fouten:
- De film speelt eind april 1943, maar de grote slag op de Atlantische Oceaan tussen de U-boten en de konvooien, die centraal staat in het verhaal, vond plaats tussen 7 en 11 maart 1943.
- Sommige Enigmamachines zijn uitgerust met zeer moderne gloeilampen.
- In het begin van de film is bij de scène op het station een opname te zien van de rails. Heel ongewoon zijn daaronder de betonnen bielzen, die pas begin 1980 werden geïntroduceerd.
- In een long shot van de Houses of Parliament in Londen zijn de zwarte schoorstenen van Portcullis House te zien. Dit gebouw stamt uit eind jaren negentig.
- In het begin van de film wordt het woord 'presently' gebruikt in de betekenis van 'tegenwoordig' of 'nu'. In 1943 en daarvoor betekende 'presently' 'spoedig'.[bron?]
- In de film zijn grote velden met koolzaad te zien, maar in Engeland werd koolzaad pas eind jaren zeventig in grote hoeveelheden verbouwd.[bron?]
- In de laatste scène, die speelt in het Londen van 1946, zien we hoofdpersonage Hester van het trottoir stappen, waarbij dubbele gele lijnen te zien (niet-parkeren). In 1946 werden deze lijnen nog niet in gebruik. In diezelfde scène zijn ook moderne dubbeldekkerbussen te zien op Trafalgar Square.
- De spoorwegwagons in de film zijn de MK1-wagons van British Railways. De MK-1 werd echter was in 1951 voor het eerst in gebruik genomen.
- Bij de achtervolgingsscène in de film zijn telefoonpalen te zien met moderne geïsoleerde kabels. In 1943 waren dat koperen draden.
- Aan het begin van de film is een bestelauto te zien van UPS, maar dan de moderne variant en niet die van 1943.
- Het personage Admiraal Trowbridge salueert in de film met zijn palm in de richting van de persoon die hij groet. Dat is de normale saluut van het leger. Bij de Britse marine salueert men met de palm naar beneden gericht.
- Als de onderzeeboot op het eind van de film explodeert, zwemt Jericho voor zijn leven en wordt gered. In werkelijkheid zou hij aan stukken zijn geblazen, doordat water een explosie veel beter geleidt dan land.
- In de film duiken de U-boten met het zogenaamde "klaxon" alarm, dit was echter onbekend bij de U-boten tijdens de Tweede Wereldoorlog.
- Het programma van het Brahmsconcert dat door Wigram wordt gevonden in de jas van Jericho is gedateerd op vrijdag 25 april 1943. In 1943 viel 25 april op een zondag.

## Muziek
De volgende liedjes en klassieke composities zijn in de film te horen:
- "5 Variants of 'Dives and Lazarus'" (Ralph Vaughan Williams) uitgevoerd door The Academy of St. Martin in the Fields o.l.v. Neville Marriner
- "Put Your Arms Around Me Honey" (Albert von Tilzer/Junie McCree) uitgevoerd door het Phil Green Orchestra
- "Black Bottom" (Ray Henderson/ Lew Brown en Bud Desylva Harms) uitgevoerd door Howard Lannin & His Orchestra
- "One O'Clock Jump" (Count Basie) uitgevoerd door Benny Goodman and His Orchestra
- "Chorale Prelude nr 18, BWV 668, Wenn wir in höchsten Nöten Sein" (Johann Sebastian Bach) uitgevoerd door Peter Hurford (orgel)
- "You'll Never Know" (Harry Warren/Mack Gordon) uitgevoerd door Anne Shelton
- "Andante van het Vierde Brandenburgse Concert, 4, BWV 1049" (Johann Sebastian Bach) uitgevoerd door Aurèle Nicolet (fluit) en Peter Reidemeisser (fluit) en het Stuttgarter Kammerorchester o.l.v. Karl Münchinger
- "Tiggerty Boo" (Hal Halifax)
- "Adeste Fidelis (O Come All Ye Faithful)" (componist onbekend)